# Evangelisches Pfarrhaus (Velten)

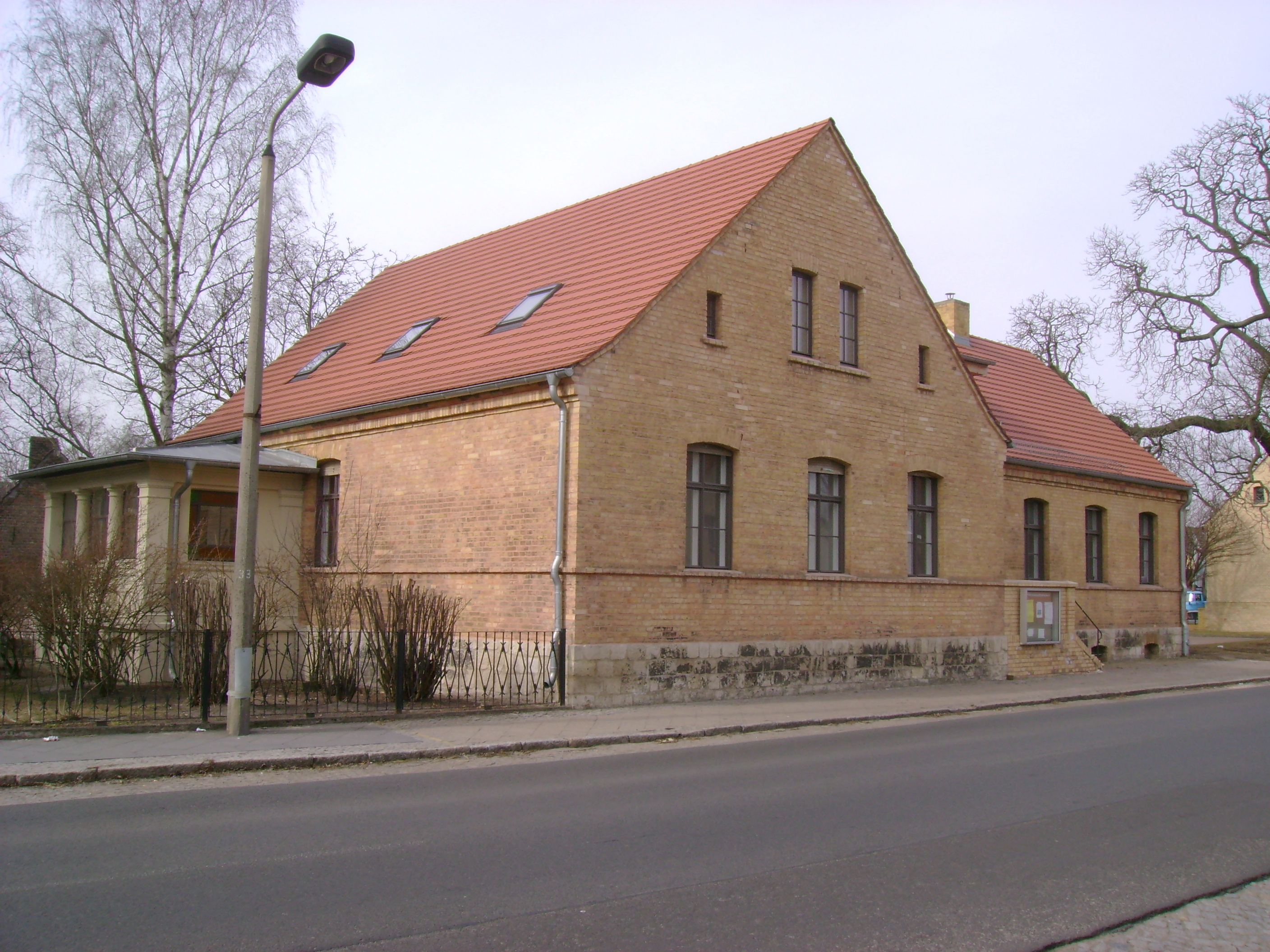
Evangelisches Pfarrhaus, 2011

Das evangelische Pfarrhaus ist ein Baudenkmal in der Stadt Velten im Landkreis Oberhavel im Land Brandenburg.

## Architektur und Geschichte
Das Pfarrhaus auf dem Anger (heutige Breite Str. 17) wurde 1863 fertiggestellt und diente dem Pfarrer der 1750 errichteten Dorfkirche als Unterkunft. Zum denkmalgeschützten Ensemble gehört die Scheune, der Stall und ein Waschhaus, sowie die Einfriedung des Hofes. Rechts daneben, in der Breiten Straße 16 befindet sich die ehemalige Dorfschule.
Das eingeschossige Haus hat einen T-förmigen Grundriss, ist in massiver Ziegelbauweise ausgeführt und hat ein Satteldach. Die weiteren Gebäude und die Einfriedung des Hofes waren ebenfalls in Ziegelbauweise errichtet worden. Verantwortlich für den Bau waren der Maurermeister Wilhelm Brandt und der Zimmermeister Julius Thiele.
Das Pfarrhaus gehört heute zum evangelischen Pfarrsprengel Velten des Kirchenkreises Oberes Havelland im Sprengel Potsdam der Evangelischen Kirche Berlin-Brandenburg-schlesische Oberlausitz.